# 拉沙佩勒拉雷讷
拉沙佩勒拉雷讷（法語：La Chapelle-la-Reine，法語發音：[la ʃapɛl la ʁɛn] ⓘ）是法国塞纳-马恩省的一个市镇，属于枫丹白露区。

## 地理
拉沙佩勒拉雷讷（48°19'6"N, 2°34'18"E）面积15.91 平方千米，位于法国法蘭西島大區塞纳-马恩省，该省份为法国北部内陆省份，北起瓦兹省，西接埃松省、马恩河谷省、塞纳-圣但尼省和瓦兹河谷省，南至卢瓦雷省，东南接约讷省，东临马恩省和奥布省，东北接埃纳省。
与拉沙佩勒拉雷讷接壤的市镇（或旧市镇、城区）包括：勒克洛斯、于里、勒沃杜埃、维利耶苏格雷、阿谢尔拉福雷、昂蓬维尔、布瓦西欧卡耶、拉尔尚。

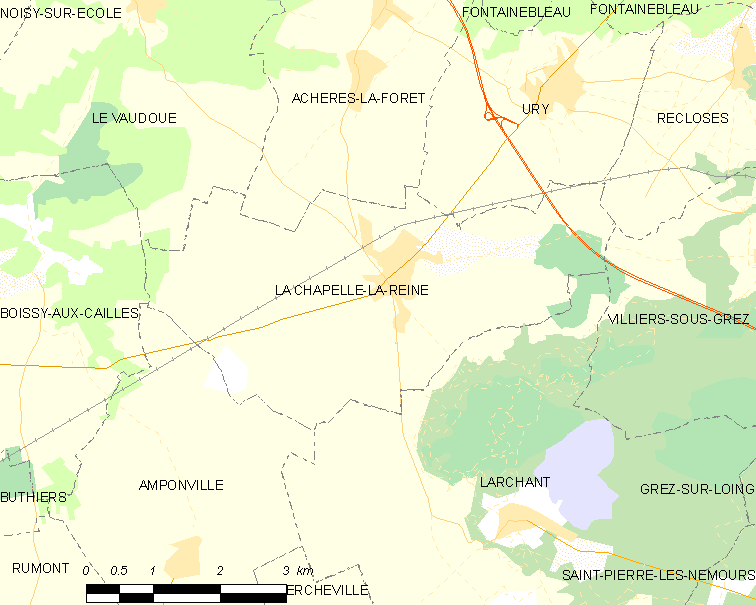
拉沙佩勒拉雷讷的OSM定位图

拉沙佩勒拉雷讷的时区为UTC+01:00、UTC+02:00（夏令时）。

## 行政
拉沙佩勒拉雷讷的邮政编码为77760，INSEE市镇编码为77088。

## 政治
拉沙佩勒拉雷讷所属的省级选区为枫丹白露县。

## 人口

1962-2008年间拉沙佩勒拉雷讷人口变化图示

拉沙佩勒拉雷讷于2022年1月1日时的人口数量为2236人。